# Fuerte Delgrès
El Fuerte Delgrès (en francés: Fort Delgrès) antiguamente Fuerte San Carlos (fort Saint-Charles), es un fuerte histórico que domina la ciudad de Basse-Terre en Guadalupe una dependencia de Francia en el Mar Caribe. Fue el centro de la lucha anglo-francesa en las Antillas y en Guadalupe contra la esclavitud llevada a cabo por el oficial mulato y rebelde Louis Delgrès. Fue clasificado como monumento histórico por decreto del 21 de noviembre de 1977.
En 1650 , Charles Houël gobernador entonces señor y dueño de Guadalupe, construyó una fortaleza sobre una colina que domina la ciudad de Basse - Terre, capital de la isla en ese momento. Este edificio era un lugar seguro , pero sobre todo el símbolo de su poder sobre la población. Él le edió el nombre de Fort St. Charles.
Tras su inauguración, fue regularmente el blanco de los ataques de ingleses, entonces el mayor competidor de Francia en las Antillas con los holandeses y los españoles.